# Nevoľné
Nevoľné este o comună slovacă, aflată în districtul Žiar nad Hronom din regiunea Banská Bystrica. Localitatea se află la altitudinea de 704 m deasupra n.m., se întinde pe o suprafață de 3,11 km2 și în 2017 număra 415 locuitori.

## Istoric
Localitatea Nevoľné este atestată documentar din 1487.

## Demografie
| An:                | 1994 | 2004   | 2014   | 2024   |
| ------------------ | ---- | ------ | ------ | ------ |
| Număr de persoane: | 428  | 423    | 409    | 390    |
| Diferență:         |      | −1,16% | −3,30% | −4,64% |

| An:                | 2023 | 2024   |
| ------------------ | ---- | ------ |
| Număr de persoane: | 386  | 390    |
| Diferență:         |      | +1,03% |